# City of Nottingham
City of Nottingham är en enhetskommun i grevskapet Nottinghamshire i England, Storbritannien. Kommunen har 328 513 invånare (2022). Hela kommunen är en unparished area. Den består av staden Nottingham.
Den blev en självständig enhetskommun 1998.